# Hillsboro (Texas)
Hillsboro is een plaats (city) in de Amerikaanse staat Texas, en valt bestuurlijk gezien onder Hill County.

## Demografie
Bij de volkstelling in 2000 werd het aantal inwoners vastgesteld op 8232.
In 2006 is het aantal inwoners door het United States Census Bureau geschat op 9064, een stijging van 832 (10.1%).

## Geografie
Volgens het United States Census Bureau beslaat de plaats een oppervlakte van
23,7 km², waarvan 23,5 km² land en 0,2 km² water.

## Plaatsen in de nabije omgeving
De onderstaande figuur toont nabijgelegen plaatsen in een straal van 20 km rond Hillsboro.

## Geboren
- Madge Bellamy (1899-1990), actrice
- Bob Johnston (1932-2015), muziekproducer
- Rafer Johnson (1935-2020), meerkamper
- Jerry Allison (1939-2022), drummer en leider van de band The Crickets